# توني نيلسون (كاتب أغاني)
توني نيلسون (بالسويدية: Tony Nilsson)‏ هو كاتب أغاني سويدي، ولد في 27 يوليو 1977 في Boden, Sweden ‏ في السويد.

## روابط خارجية
- توني نيلسون على موقع IMDb (الإنجليزية)
- توني نيلسون على موقع ديسكوغز (الإنجليزية)